# サムドラカニ
サムドラカニ（Samuthirakani、1973年4月26日 - ）は、インドのタミル語映画、テルグ語映画、マラヤーラム語映画で活動する俳優、映画監督。K・バーラチャンダルのアシスタントを長年務めており、2016年には『尋問』の演技で国家映画賞 助演男優賞を受賞した。

## 生い立ち
ラジャパラヤムのセイトゥール出身。ラジャパラヤム・ラジャス・カレッジで数学学士号、アンベードカル博士州立法科大学で法学士の学位を取得したが、最終的に彼は俳優の道に進んだ。かつては周囲の人々から「俳優に求められる容姿や才能に欠けている」と言われ、俳優になることを反対されていた。

## キャリア
1997年にスンダル・K・ヴィジャヤンの助監督として映画製作に参加し、後にK・バーラチャンダルの目に留まり、彼の100本目の監督作『Paarthale Paravasam』に助監督として参加した。また、ジャヤTVで放送していた『Anni』でもバーラチャンダルのアシスタントを務めた。サムドラカニは後年、この時の撮影経験が『Arasi』『Selvi』で監督を務めた際に役立ったと語っている。
2000年代に入ると監督として活動するようになり、2003年にS・P・チャランがプロデュースした『Unnai Charanadaindhen』で映画監督デビューを果たした。2009年に製作した『Naadodigal』で興行的な成功を収めて監督としてのキャリアを確立させ、これ以降『Poraali』『Nimirndhu Nil』『Appa』を製作し、それぞれテルグ語・カンナダ語・マラヤーラム語でリメイクされている。また、2010年と2015年にテルグ語映画（『Sambho Siva Sambho』、『Janda Pai Kapiraju』）の監督を務めている。2017年には『Appa』をリメイクしたマラヤーラム語映画『Aakashamittayee』でM・パドマクマールと共同監督を務め、2018年には『カーラ 黒い砦の闘い』でラジニカーントと共演した 。
2020年に『Naadodigal 2』で3年振りに監督を務め、トリヴィクラム・シュリニヴァスの『ヴァイクンタプラムにて』では主要キャストとして出演した。2021年にアシュウィン・ガンガラージュの『Aakashavaani』で主演を務め、『Vinodhaya Sitham』では監督・主演を務めている。2022年には『Don』でシヴァカールティケーヤンと、『Sarkaru Vaari Paata』でキールティ・スレーシュと共演している。

## フィルモグラフィー

### 出演

#### 映画
- Paarthale Paravasam（2001年） - 患者役
- Neranja Manasu（2004年） - 村人役
- Poi（2006年） - カメオ出演
- Paruthiveeran（2007年） - カメオ出演
- Subramaniapuram（2008年） - カナグー役
- Sambho Siva Sambho（2010年） - 運転手役
- Shikkar（2010年） - アブドゥッラー博士役
- Easan（2010年） - サンガイヤー役
- Masters（2012年） - カメオ出演
- Thiruvambadi Thamban（2012年） - ラーム役
- Saattai（2012年） - ダヤラン役
- Neerparavai（2012年） - ウドゥマン・ガーニー役
- The Hitlist（2012年） - アナパザカン役
- D Company（2013年） - チャウキダール役
- Ninaithathu Yaaro（2014年） - 本人役
- 無職の大卒（英語版）（2014年） - クリシュナムールティ役
- Vasanthathinte Kanal Vazhikalil（2014年） - P・クリシュナ・ピラーイ（英語版）役
- Poovarasam Peepee（2014年） - カメオ出演
- Kaadu（2014年） - ナンダ役
- Sandamarutham（2015年） - ティルマラーイ警部役
- The Reporter（2015年） - パルタサラティ役
- Massu Engira Masilamani（2015年） - ラーダ・クリシュナン役
- Buddhanin Sirippu（2015年） - ヴェトリ役
- Kaaval（2015年） - チャンドラセーカル警部役
- Adhibar（2015年） - ラージャー役
- Paayum Puli（2015年） - セルヴァラージ役
- Strawberry（2015年） - アーディ役
- Pasanga 2（2015年） - 父役
- Tharkappu（2016年） - イライアンブー役
- ラジニムルガン（英語版）（2016年） - エズライ・ムーカン役
- 尋問（英語版）（2016年） - ムトゥヴェール警部役
- Kadhalum Kadandhu Pogum（2016年） - クマール役
- Vetrivel（2016年） - カメオ出演
- Amma Kanakku（2016年） - ランガナーダン役
- Appa（2016年） - ダヤラン役
- Karinkunnam 6's（2016年） - サラヴァナン役
- オッパム 〜きみと共に〜（英語版）（2016年） - ヴァスデーヴァン役
- Achamindri（2016年） - サティヤ警部役
- Thondan（2017年） - マハ・ヴィシュヌ役
- Kootathil Oruthan（2017年） - サティヤムルティ役
- 無職の大卒 ゼネコン対決編（2017年） - クリシュナムールティ役
- Nimir（2018年） - ヴェライヤッパン役
- Madura Veeran（2018年） - ラスナヴェルー役
- Yemaali（2018年） - アラヴィンド警部役
- カーラ 黒い砦の闘い（英語版）（2018年） - ヴァーリヤッパン役
- Goli Soda 2（2018年） - ナテサン役
- Maniyaar Kudumbam（2018年） - S・ナラヴァン役
- 60 Vayadu Maaniram（2018年） - ランガ役
- Aan Devathai（2018年） - エランゴ役
- Vada Chennai（2018年） - グナー役
- Peranbu（2019年） - ダナパール博士役
- Pettikadai（2019年）
- Kolanji（2019年） - アッパサミー役
- Jackpot（2019年） - 映画監督役
- Kaappaan（2019年） - ジョゼフ・セルヴァラージ役
- Namma Veettu Pillai（2019年） - チャンドラボース役
- Adutha Saattai（2019年） - ダヤラン役
- Sillu Karuppatti（2019年） - ダナパール役
- ヴァイクンタプラムにて（2020年） - アッパラ・ナイドゥ役
- Naadodigal 2（2020年） - バスの運転手役
- Ettuthikkum Para（2020年） - アンベードカル役
- Walter（2020年） - バーラ役
- Naanga Romba Busy（2020年） - 本人役
- Krack（2021年） - クリシュナ役
- Pulikkuthi Pandi（2021年） - パンディ役
- Sangathalaivan（2021年） - シヴァリンガム役
- Aelay（2021年） - ムトゥクッティ役、スダカル役
- Vellai Yaanai（2021年） - クンジュ役
- Devadas Brothers（2021年）
- Thalaivii（2021年） - R・N・ヴィーラッパン役
- Aakashavaani（2021年） - チャンドラム・マスター役
- Vinodhaya Sitham（2021年） - タイム役
- Udanpirappe（2021年） - サルガナム・ヴァーティヤール役
- MGR Magan（2021年） - アグニシュワラン役
- Chithirai Sevvaanam（2021年） - ムトゥ・パンディ役
- Writer（2021年） - タンガラージ役
- Kombu Vatcha Singamda（2022年） - イーラムの戦士役
- Bheemla Nayak（2022年） - ジーヴァン・クマール役
- Maaran（2022年） - パラニ役
- RRR（2022年） - ヴェンカテシュワルル役
- Sarkaru Vaari Paata（2022年） - ラジェーンドラナート議員役
- Don（2022年） - ガネーサン役
- Yaanai（2022年） - ラーマチャンドラン役
- Macherla Niyojakavargam（2022年） - ラージャッパ議員役
- Dongalunnaru Jaagratha（2022年） - チャクラヴァルティ役
- Godfather（2022年） - ラグラーム役
- バーラ先生の特別授業（英語版）（2023年）
- Indian 2（2024年）
- ハヌ・マン（2024年） - ヴィビーシャナ役

#### テレビシリーズ
- Sila Nijangal Sila Nyayangal（1998年） - レポーター役
- Kadavulukku Kobam Vanthathu（2000年） - 喫煙者役
- Marmadesam Edhuvum Nadakkum（2001年） - 部族の男役
- Ramany vs RamanyII（2001年）
- Guhan（2001年）
- Oru Kathavu Thirakirathu（2001年） - ヴィーラッパン役
- Arasi（2007年） - 潜入捜査官役
- 7C（2012年）
- Chithi 2（2020年） - 本人役
- Live Telecast（2021年） - デーヴァ役

### 監督

#### 映画作品
- Unnai Charanadaindhen（2003年）
- Neranja Manasu（2004年）
- Naalo（2004年）
- Naadodigal（2009年）
- Sambho Siva Sambho（2010年）
- Poraali（2011年）
- Yaare Koogadali（2012年）
- Nimirndhu Nil（2014年）
- Janda Pai Kapiraju（2015年）
- Appa（2016年）
- Thondan（2017年）
- Aakashamittayee（2017年）
- Naadodigal 2（2020年）
- Vinodhaya Sitham（2021年）

#### テレビ作品
- Paasa Paasangugal（2001年）
- Gunangalum Ranangalum（2001年）
- Idho Boopalam（2001年）
- Theadathey Tholainthu Povai（2001年）
- Addi Ennadi Asattu Pennea（2001年）
- Kodi Rubai Kealvi（2001年）
- Ramani vs Ramani (Part 2)（2001年）
- Anni（2001年）
- Engirundho Vandhal（2004年）
- Idhu Oru Kadhal Kadhai（2005年）
- Thangavettai（2005年）
- Selvi（2005年）
- Arasi（2007年）
- Thenmozhiyal（2007年）
- Alaipayuthey（2010年）

## 受賞歴

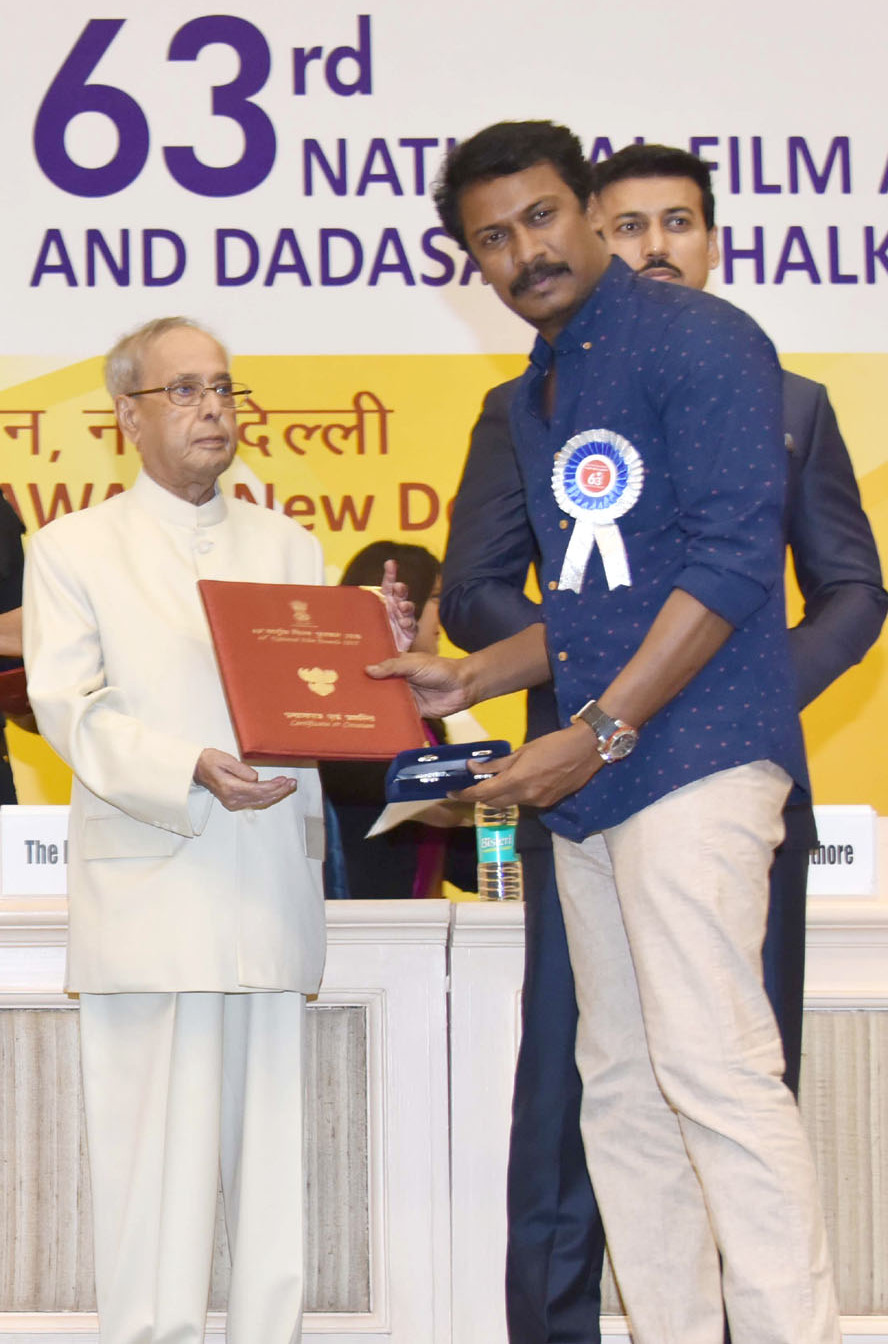
インド大統領プラナブ・ムカルジーから国家映画賞助演男優賞を授与されるサムドラカニ（2016年）

| 年                                | 部門                         | 作品                        | 結果       | 出典       |
| 国家映画賞                        | 国家映画賞                   | 国家映画賞                  | 国家映画賞 | 国家映画賞 |
| --------------------------------- | ---------------------------- | --------------------------- | ---------- | ---------- |
| 2016年                            | 助演男優賞                   | 『尋問』                    | 受賞       | [ 16 ]     |
| フィルムフェア賞 南インド映画部門 |                              |                             |            |            |
| 2009年                            | タミル語映画部門助演男優賞   | 『Subramaniapuram』         | ノミネート |            |
| 2010年                            | タミル語映画部門監督賞       | 『Naadodigal』              | ノミネート |            |
| 2015年                            | タミル語映画部門助演男優賞   | 『無職の大卒』              | ノミネート |            |
| 2017年                            | タミル語映画部門助演男優賞   | 『尋問』                    | 受賞       | [ 17 ]     |
| タミル・ナードゥ州映画賞          |                              |                             |            |            |
| 2003年                            | 脚本賞                       | 『Unnai Charanadaindhen』   | 受賞       | [ 18 ]     |
| 2010年                            | 性格男優賞                   | 『Easan』                   | 受賞       | [ 19 ]     |
| 2014年                            | 作品賞                       | 『Nimirndhu Nil』           | 第3位      | [ 19 ]     |
| ヴィジャイ・アワード              |                              |                             |            |            |
| 2010年                            | フェイバリット監督賞         | 『Naadodigal』              | 受賞       | [ 20 ]     |
| 2010年                            | 監督賞                       | 『Naadodigal』              | ノミネート |            |
| 2010年                            | 脚本賞                       | 『Naadodigal』              | ノミネート |            |
| 2012年                            | 台詞賞                       | 『Poraali』                 | 受賞       | [ 21 ]     |
| 2015年                            | 助演男優賞                   | 『無職の大卒』              | ノミネート |            |
| 南インド国際映画賞                |                              |                             |            |            |
| 2017年                            | タミル語映画部門助演男優賞   | 『尋問』                    | ノミネート |            |
| 2021年                            | テルグ語映画部門悪役賞       | 『ヴァイクンタプラムにて』  | 受賞       | [ 22 ]     |
| アジアネット映画賞                |                              |                             |            |            |
| 2016年                            | 悪役賞                       | 『オッパム 〜きみと共に〜』 | ノミネート |            |
| IIFAウトサヴァム                  |                              |                             |            |            |
| 2017年                            | マラヤーラム語映画部門悪役賞 | 『オッパム 〜きみと共に〜』 | ノミネート |            |
| 2024年                            | テルグ語映画部門悪役賞       | 『バーラ先生の特別授業』    | ノミネート | [ 23 ]     |